# Конка, Себастьяно
Себастья́но Ко́нка (итал. Sebastiano Conca), известный также как Кавалер (итал. Il Cavaliere; 8 января 1680, Гаэта — 1 сентября 1764, Неаполь) — итальянский живописец эпохи позднего барокко.

## Жизнь и творчество
Себастьяно Конка был старшим из десяти детей торговца Эразмо Конки и его супруги Катерины де Иорио. В юношеские годы был отдан на обучение в мастерскую неаполитанского художника Франческо Солимены. В 1702 году вместе с учителем уехал в Монте-Кассино. В 1706 году Себастьяно с братом Джованни приехал в Рим и открыл собственную мастерскую, специализируясь на монументальной росписи в технике фрески. В Риме Конка присоединился к Карло Маратте и вплоть до 1750 года вёл прибыльную деятельность в качестве фрескового живописца и мастера алтарных картин. Индивидуальный стиль его живописи был выработан под влиянием контрастной живописной манеры Ф. Солимены, а также барочного академизма К. Маратты и являлся типичным для позднего барокко, резко отличаясь от модного тогда фривольного рококо.
В 1710 году Конка открыл в Риме художественную «Академию обнажённой натуры» (Accademia del Nudo), в которой обучались многочисленные студенты со всей Европы, и которая, в свою очередь, способствовала распространению неоклассицизма в живописи по всему континенту.
В 1719 году Себастьяно Конка стал членом римской Академии Святого Луки и дважды избирался её «принцепсом» (президентом). Среди покровителей и ценителей творчества Конки были князь делла Торрелла и кардинал Пьетро Оттобони, верховный настоятель базилики Сан-Джованни-ин-Латерано. Благодаря его влиянию Конка получил от папы Климента XI заказ на фресковые работы в базиликах Сан-Джованни и Сан-Клементе. В награду Конка получил от папы усыпанный бриллиантами крест и был возведён в звание «кавалера».
В 1721 году кардинал Трояно Аквавива д’Арагона поручил ему расписать фресками потолок базилики Санта-Чечилия-ин-Травествере, а в 1725 году предоставил ему апартаменты в Палаццо Фарнезе, куда он также переместил свою мастерскую. В 1721—1725 годах Себастьяно Конка работал в Турине, расписывая церкви и королевский дворец. Выполнял заказы испанского короля Филиппа V, а также королей Польши, Португалии, Сардинии, архиепископа Кёльнского.
В 1731 году приехал в Сиену, где работал над украшением церкви Сантиссима Аннунциата. В 1739 написал книгу «Наставления» (Ammonimenti), содержащую моральные и художественные наставления и посвящённую всем молодым людям, желающим стать художниками. В 1751 году вернулся в Неаполь, в его картинах этого периода ощутимо влияние живописи Луки Джордано.
Среди многих учеников С. Конки были Помпео Батони, Пьетро Паоло Васта, Плачидо Камполо, Андреа Казали, Феделе Тиррито, Гаспаре Серенарио, Коррадо Джаквинто, Оливио Соцци.
Племянник Себастьяно — римлянин Томмазо Конка, также живописец, пользовался определённой известностью.

## Галерея

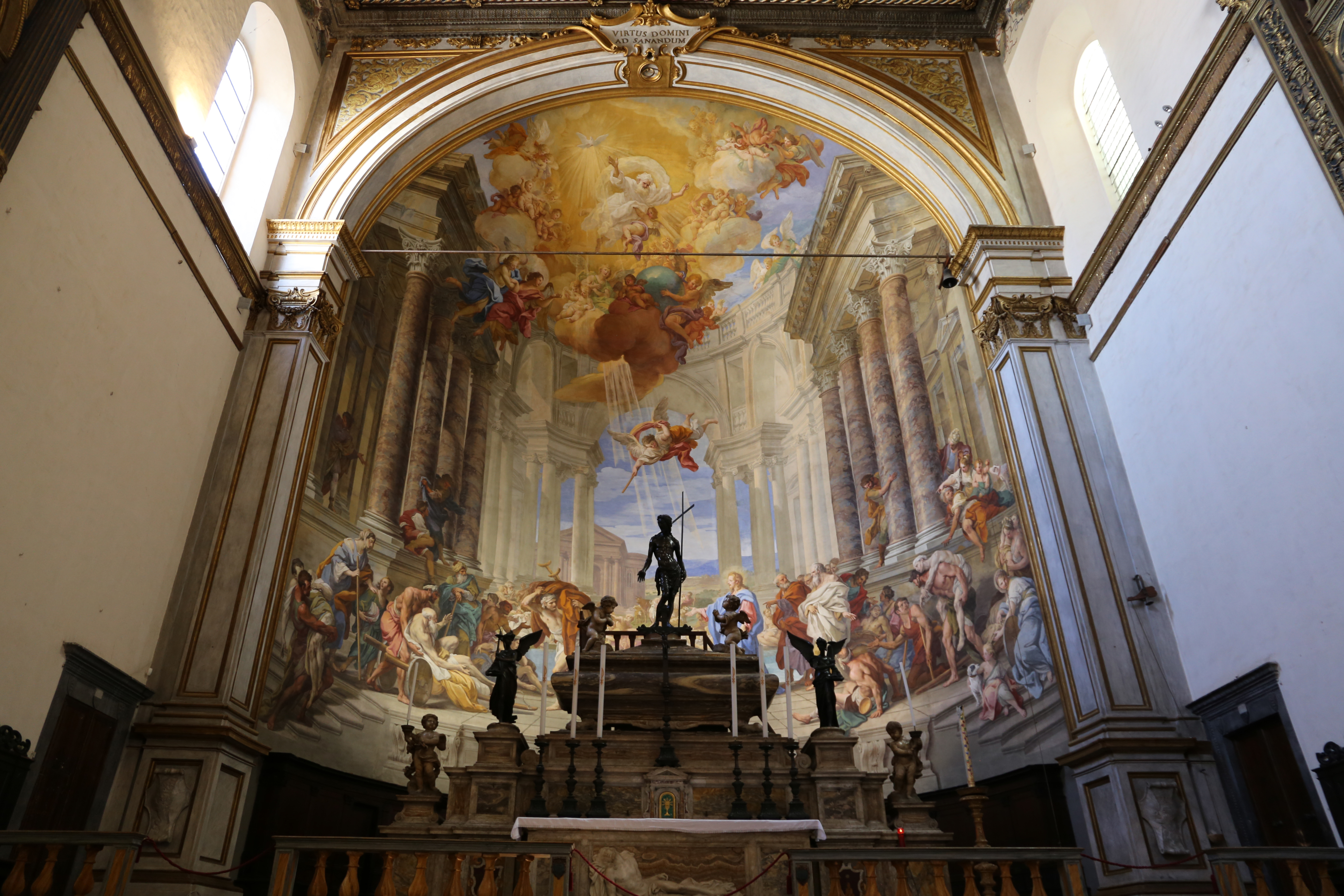
Испытание огнём. 1731—1732. Фреска апсиды церкви Сантиссима Аннунциата, Ораторий Санта-Мария-делла-Скала, Сиена
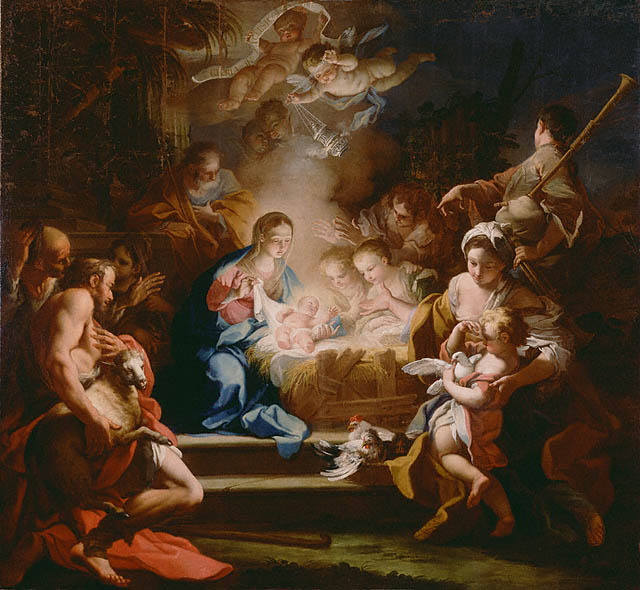
Поклонение пастухов. 1720. Холст, масло. Музей Гетти, Лос-Анджелес, США
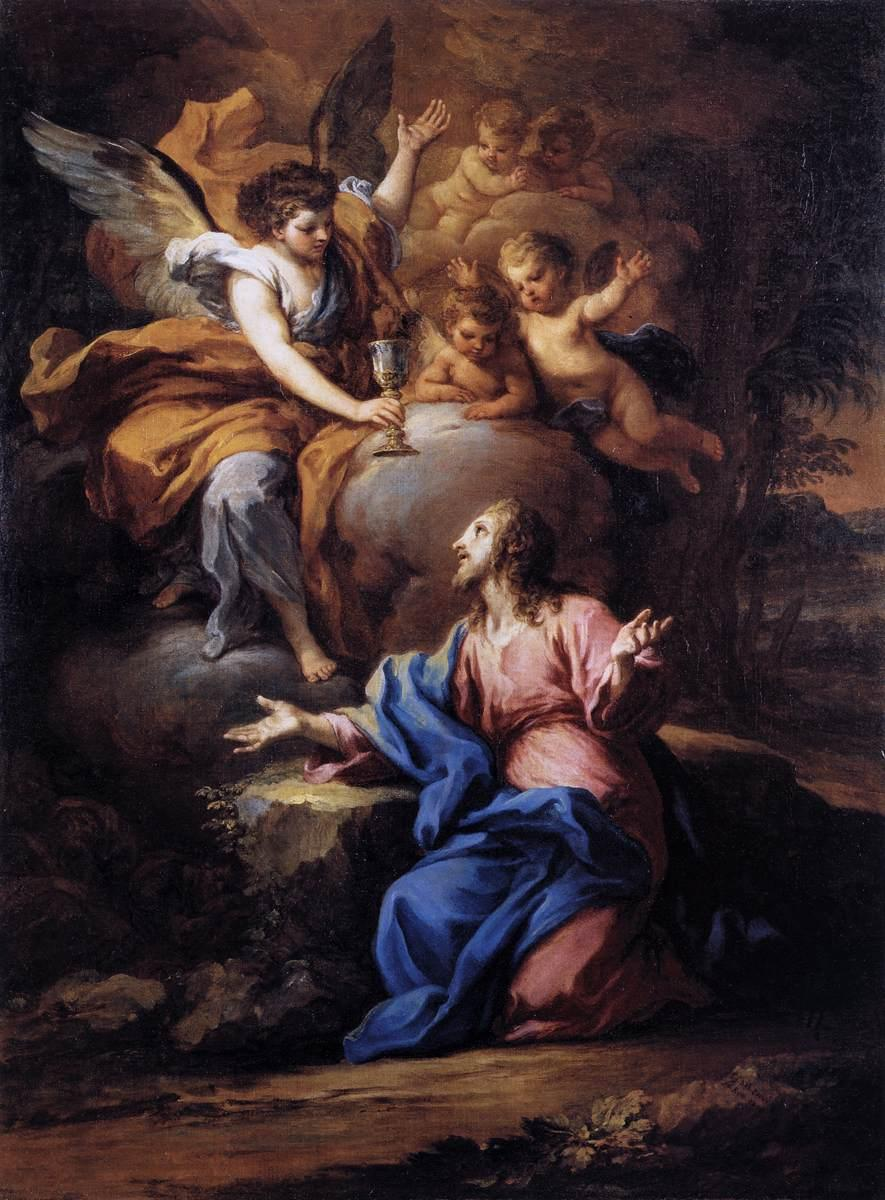
Христос в Гефсиманском саду (Моление о чаше). 1746. Холст, масло. Ватиканская пинакотека
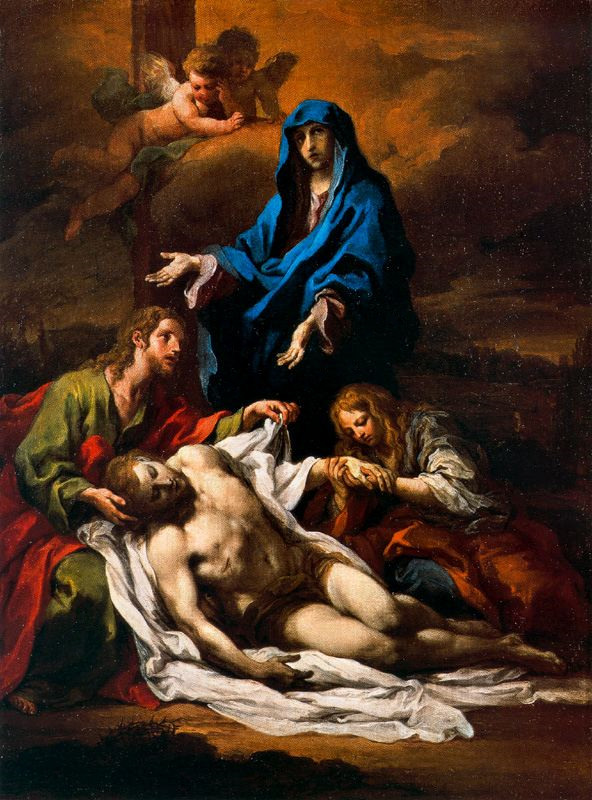
Снятие с креста. 1746. Холст, масло. Ватиканская пинакотека
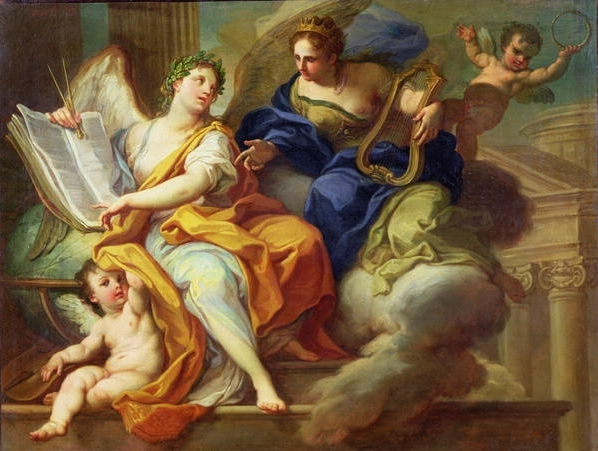
Музы Урания и Эрато. Частное собрание
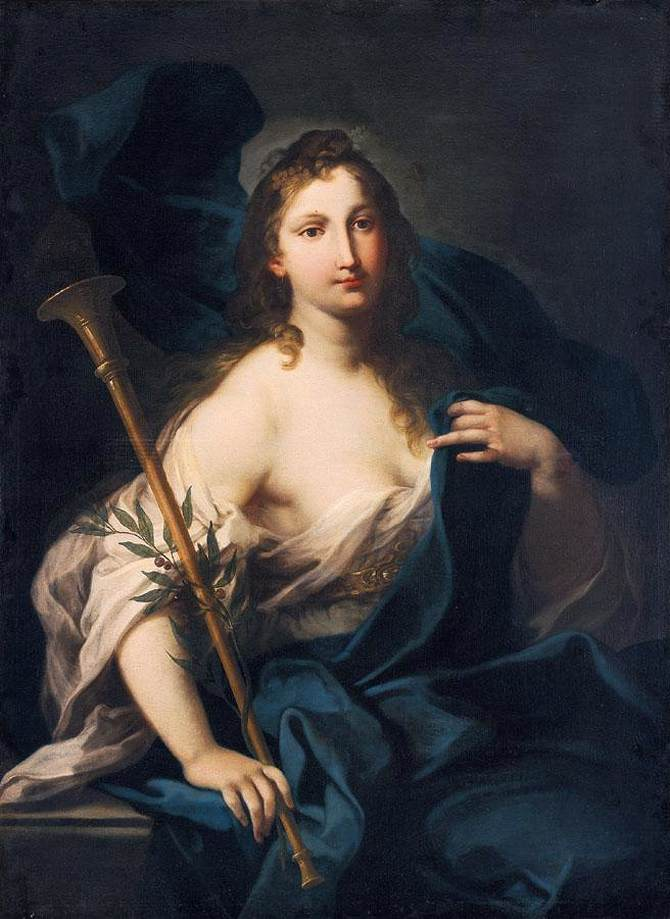
Аллегория славы. Холст, масло. Частное собрание
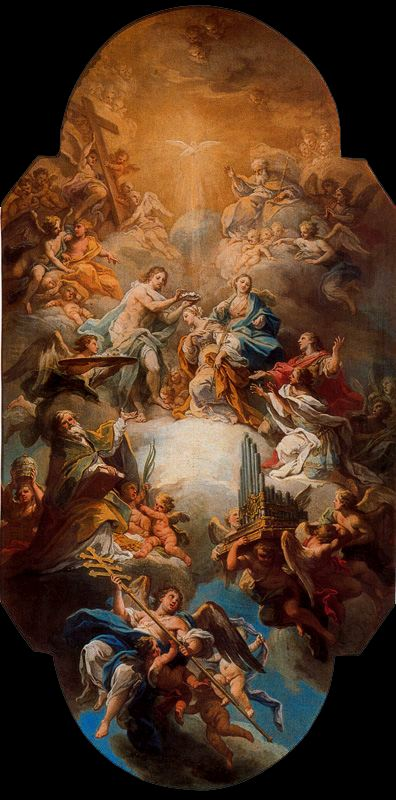
Прославление Святой Цецилии. Фреска плафона Палаццо Питти, Флоренция
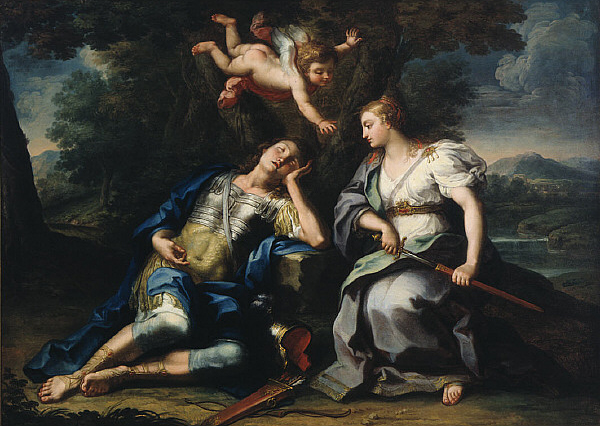
Ринальдо и Армида. Ок. 1725. Холст, масло. Музей искусств, Сент-Луис, США
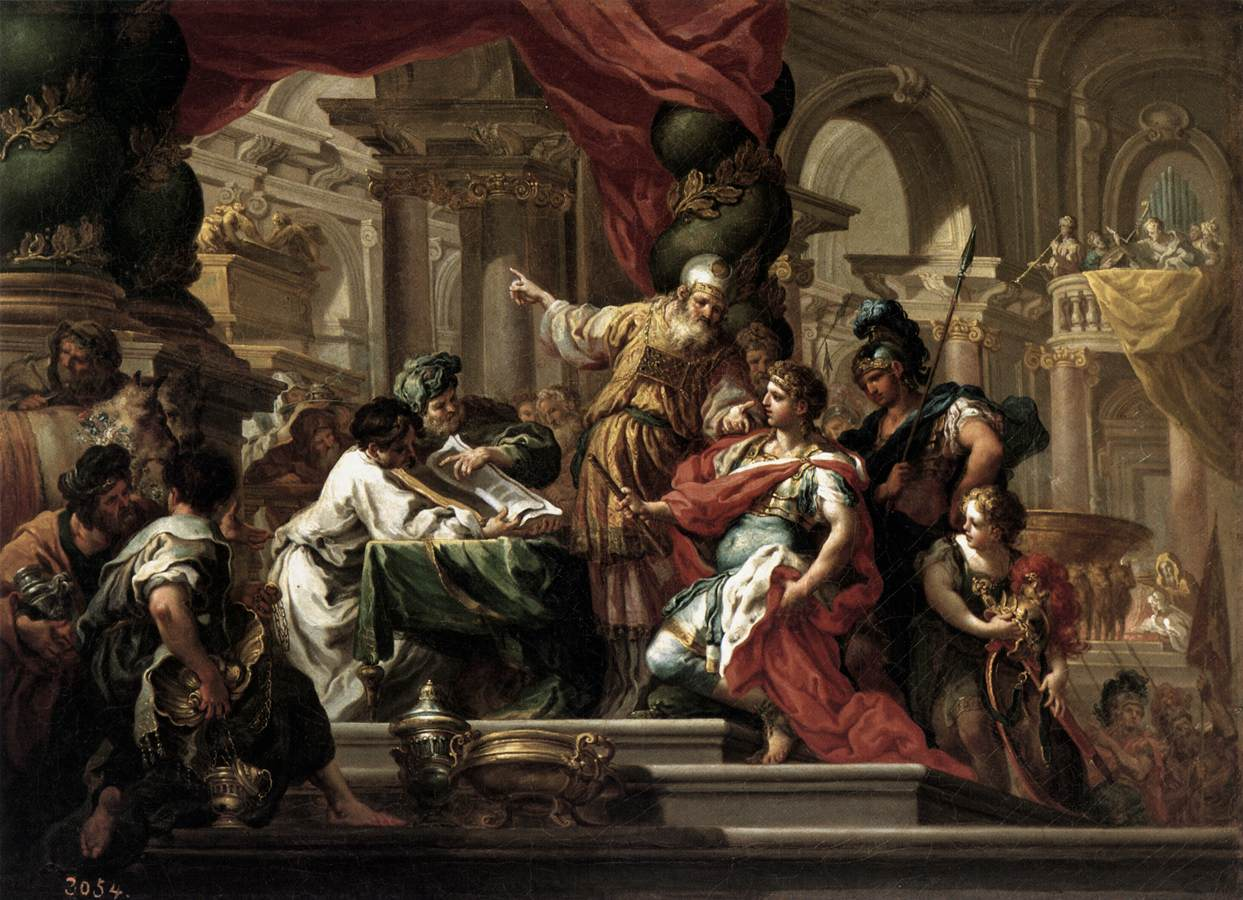
Александр Македонский в Иерусалимском храме. Между 1735 и 1737. Холст, масло. Прадо, Мадрид